# مانیتواک
مانیتواک (انگلیسی: Manitowoc) شرکت صنایع سنگین آمریکایی است، که در سال ۱۹۰۲ تأسیس شد.